# آيت أورير
آيت أورير هي مدينة وبلدية تابعة لإقليم الحوز ضمن جهة مراكش آسفي بالمغرب. بلغ عدد سكان المجتمع في تعداد عام 2024 حوالي 56954 نسمة يعيشون في 13312 أسرة. تقع المدينة على الضفة الشمالية لنهر أوريكا على بعد 29.8 كيلومترًا برا إلى الشمال الغربي من تيغدوين و33.3 كيلومترًا شرق وسط مدينة مراكش.

## أعلام
- عبد الكبير ودار، فارس مغربي.

- هشام المشرفي، شاعر مغربي